# Valentino Rossi
Valentino Rossi,  italijanski motociklistični dirkač, *16. februar 1979, Urbino, Italija. 
Valentino je eden najuspešnejših motociklistov na svetu in edini, ki je postal svetovni prvak v štirih različnih razredih; v razredu do 125 cm³ (1), 250 cm³ (1), 500 cm³ (1) in MotoGP (5). Prav tako pa je postal dvakrat zapored svetovni prvak z dvema različnima motorjema (Honda leta 2004 in Yamaha 2005).
Pravijo mu tudi Dottore Rossi ali The Doctor. Dottore je v italijanščini sinonim za izjemnega profesionalca in vrhunskega specialista ali  mojstra. Po nekaterih razlagah naj bi na sintagmo vplivala tudi pogostost zdravnikov s priimkom Rossi v Italiji ali popularnost zdravnika iz ameriške nadaljevanke Mestece Peyton. Po podatkih časnika Sports Ilustrated naj bi bil sedmi najbolje plačani športnik na svetu, z zaslužkom 30 milijonov dolarjev letno. Debitiral je v sezoni 1996 v razredu 125 cm³ z Aprilio in končal v skupnem seštevku na 9. mestu. Že naslednje leto je z enajstimi zmagami ugnal vso konkurenco in napredoval v razred 250 cm³. Prvo leto v tem razredu je končal kot drugi v prvenstvu, že naslednje pa se je okronal z naslovom prvaka. 
Po prvi sezoni v najvišjem, 500 cm³ razredu, je v drugi v sezoni 2001 s Hondo osvojil naslov svetovnega prvaka. Sledil je niz štirih zaporednih naslovov svetovnega prvaka v novem MotoGP razredu. Prva dva naslova je osvojil s Hondo, druga dva pa z Yamaho. Nato sta ga v sezonah 2006 in 2007 premagala Nicky Hayden in Casey Stoner. V sezoni 2008 se je znova vrnil na vrh, kjer je ostal tudi v sezoni 2009. Leta 2011 se je iz Yamahe preselil k Ducatiju, kjer je ostal dve sezoni, v katerih ni osvojil niti ene zmage. Leta 2013 se je vrnil k Yamahi.
Leta 2015 je bil ponovno blizu osvojitve naslova prvaka, saj je vodil večino prvenstva, vendar je na zadnji dirki izgubil prvo mesto proti moštvenemu kolegu Jorgeju Lorenzu. Sezona se je zaključila zelo burno, saj je na predzadnji dirki Rossi trčil z Marcom Marquezom, ki je posledično odstopil, Rossi pa je dobil kazen za zadnjo dirko. Marqueza je obtožil, da je incident izzval namerno, da bi do naslova pomagal rojaku Lorenzu, kar pa je Marquez večkrat zanikal. Drugi dirkači in strokovnjaki so se strinjali, da so bili Marquezovi manevri agresivni, vendar v skladu s pravili. Direktor dirk Mike Webb je podal uradno izjavo, da je krivda na obeh dirkačih. Lorenzo je sčasoma priznal, da mu je Marquez pomagal tako, da se ni nikdar resno trudil, da bi ga prehitel. Sporno rivalstvo med Rossijem in Marquezom se je končalo na katalonskem Grand Prixu leta 2016, ko sta si javno segla v roke.
Valentino Rossi je rekorder po številu zmag v razredih 500 cm³ in MotoGP z 89-imi zmagami. V seštevku zmag v vseh razredih je drugi s 115-imi zmagami, prvi je Giacomo Agostini, ki jih ima 122.

## Kariera

### Zgodnja leta
Valentino Rossi se je rodil 16. februarja 1979 v Urbinu v Marcheju. Ko je bil še otrok, se je družina preselila v Tavullio. Njegov oče Graziano Rossi je bil motociklistični dirkač, zato je tudi Valentino motorje začel voziti že zelo zgodaj. Njegovo mamo Stefanio je skrbelo za njegovo varnost, zato mu je oče kot varnejši nadomestek motorja kupil gokarta, ki ga je mladi Valentino vzljubil. Kmalu pa si je želel dirkati še hitreje, zato je Graziano sinu namesto 60-kubičnega kupil gokart s 100-kubičnim motorjem.
Leta 1990 je Valentino osvojil regionalno prvenstvo v gokartu. Zatem je začel dirkati z minimotom in je do konca leta 1991 osvojil številne regionalne dirke. Obenem je nadaljeval z dirkanjem z gokartom in je na državnem prvenstvu v Parmi osvojil 5. mesto. Skupaj z očetom sta se začela zanimati za selitev v italijansko serijo s 100-kubičnimi motorji in na evropsko serijo, ki bi ga najverjetneje pripeljala v formulo 1. Zaradi previsokih stroškov za štartnine na dirkah sta se odločila, da bo Valentino dirkal v minimoto prvenstvu.
Leta 1993 je ob pomoči očeta, Virginia Ferrarija, Claudia Castiglionija in Claudia Lusuardija, ki je vodil uradno ekipo Cagiva Sport Production, prišel do priložnosti za dirko s 125-kubičnim motorjem Cagivo Mito. Dirko je končal kot deveti, čeprav je poškodoval motor že v nesreči v prvem ovinku ne več kot sto metrov iz boksov.
Prva sezona v italijanskem prvenstvu je bila zelo nihajoča, je pa na zadnji dirki v Misanu osvojil prvi štartni položaj. V drugi sezoni je dirkal za Lusuardijevo ekipo Mito in osvojil naslov italijanskega prvaka.
Leta 1994 je Rossi tekmoval v italijanskem prvenstvu 125 GP z motociklom Sandroni, ki je uporabljal motor Rotax. Motocikel je izdelal Guido Mancini, nekdanji dirkač in mehanik, ki je v preteklosti sodeloval tudi z Lorisom Capirossijem. Leta 2016 so o Manciniju posneli dokumentarec »Mancini, motociklistični čarodej (Il Mago Mancini)« v režiji Jeffreyja Zanija, ki prikaže začetek izdelave takšnega tipa motociklov in odnos med Mancinijem in Rossijem.
Leta 1995 je Rossi prešel na Aprilio in osvojil italijansko prvenstvo 125 GP. Bil je tudi tretji na evropskem prvenstvu.

### 125 cm³ prvenstvo
Rossi je svoj prvenec na motociklističnih dirkah dočakal v sezoni 1996 v 125 kubičnem razredu. Prvo sezono je dosegel nekaj uspehov, konstantno dosegal točke in včasih končal tik pod stopničkami vse od prve dirke v Malezije do tekme v Italiji, vendar je nato odstopil tako v Franciji kot tudi na Nizozemskem. Nekaj več točk je ponovno dosegel v Nemčiji, kjer je končal kot peti, vendar je nato v Veliki Britaniji ponovno odstopil.
Na Veliki nagradi Avstrije leta 1996 je Rossi dosegel svoje prve stopničke v karieri, potem ko je osvojil 3. mesto po boju s Jorgejem Martinezom. Na naslednji dirki na Češkem je dosegel tudi prvi najboljši štartni položaj v karieri in nato prvo zmago v karieri v tem razredu z motociklom AGV Aprilia RS125R. Ponovno mu je to uspelo po boju z Martinezom.
Po zmagi je Rossi z zbiranjem točk nadaljeval v Imoli, nato pa je dvakrat zapored odstopil na dirkah v Kataloniji in Riu, vendar je ponovno osvojil večje število točk v Avstraliji. Prvo sezono je v skupnem seštevku končal na 9. mestu s 111-imi točkami.
V svoji drugi sezoni leta 1997 se je iz ekipe AGV preselil v uradno ekipo Nastro Azzurro Aprilia Team in začel s svojo prevlado. Začel je z najboljšim štartnim položajem in zmago na dirki v Maleziji, nato pa je na naslednji tekmi na Japonskem odstopil. Vrnil se je z dvema zaporednima zmagama v Španiji in Italiji. V Avstriji je končal kot drugi, le 0,004 sekunde za zmagovalcem dirke Noborujem Uedo. Zatem je dosegel celo vrsto zmag na dirkah od Francije do Velike Britanije, vključno s tremi najboljšimi štartnimi položaji na Nizozemskem, v Imoli in Nemčiji.
Na Češkem je bil tretji, za konec pa je osvojil še zmagi v Kataloniji in Indoneziji. V Avstraliji je bil šesti. V sezoni 1997 je postal svetovni prvak v razredu do 125 ccm z zmagami na 11-ih od 15-ih dirk, osvojil je 321 točk. V tej sezoni se je večkrat oblekel v Robina Hooda in s seboj nosil napihnjeno lutko. Ta zabavni lik si je v tej in prihodnjih sezonah pridobil veliko oboževalcev.

### 250 cm³ prvenstvo
Po osvojitvi naslova v najšibkejšem razredu leta 1997 se je Rossi naslednje leto preselil v višji razred do 250 ccm.
Leta 1998 je ekipa Aprilia RS250 dosegla svoj vrhunec in je imela v ekipi poleg Rossija še Lorisa Capirossija in Tetsuyo Harado. Rossijeva sezona se je sicer začela slabo, saj je na uvodnih dirkah na Japonskem in v Maleziji odstopil. Nato se je vrnil v igro s tremi zaporednimi drugimi mesti na dirkah v Španiji, Italiji in Franciji, vendar je nato na dirki v Madridu ponovno odstopil.
Svojo prvo zmago je dosegel na dirki na Nizozemskem in slavil z več kot 19-imi sekundami prednosti pred drugouvrščenim Jürgenom Fuchsom. V Veliki Britaniji je še enkrat odstopil, nato pa se je vrnil z novimi stopničkami v Nemčiji, kjer je bil tretji.
Na Češkem je spet odstopil, vendar je nato zaradi zmag na dirkah od Imole do Argentine končal na drugem mestu v svoji debitantski sezoni v tem razredu. Osvojil je 201 točko, 23 manj od prvaka tega razreda leta 1998 Lorisa Capirossija.
V svoji drugi sezoni v 250 ccm razredu leta 1999 je Rossi vozil kot edini dirkač uradne Apriliine ekipe Aprilia Grand Prix Racing in prevladoval v sezoni. Začel jo je z najboljšim štartnim položajem v soboto v Maleziji, na dan dirke pa je zaključil kot peti. Na Japonskem je zbral še nekaj točk, nato pa v Španiji prvič v sezoni zmagal.
V Franciji je Rossi v kvalifikacijah dosegel svoj drugi najboljši štartni položaj v sezoni, vendar je na nedeljski dirki dostopil. Nato je ponovno odskočil od konkurence z zaporednima zmagama v Italiji in Kataloniji, na Nizozemskem pa osvojil drugo mesto in tesno izgubil zmago v boju s Capirossijem. Zmagal je še na treh dirkah od Velike Britanije do Češke in v Nemčiji osvojil še en najboljši štartni položaj.
V Imoli je končal kot drugi na stopničkah, nato pa je bil v Valenciji osmi. Sezono je končal s tremi zmagami: v Avstraliji po hudem boju z Olivierjem Jacquejem, Južnoafriški republiki in Riu de Janeiru. V Argentini je bil tretji po zmagi v sobotnih kvalifikacijah za to dirko.
Dirko pred koncem sezone je v Riu de Janeiru že osvojil naslov prvaka. Na koncu je zbral 309 točk, kar mu je prineslo prvi naslov svetovnega prvaka v razredu do 250 ccm in skupno drugega.

### 500 cm³ prvenstvo

#### 2000
Potem ko je leta 1999 postal prvak v razredu do 250 ccm, je Rossi dobil mesto v Hondini ekipi za najelitnejši razred motociklističnih dirk svetovnega prvenstva do 500 ccm. Z njim je kot osebni mentor v prvem letu pri Hondi delal upokojeni petkrat svetovni prvak razreda do 500 ccm Mick Doohan, glavni inženir pa je bil Jeremy Burgess. V letu 2000 je Rossi prvič dirkal proti rivalu Maxu Biaggiju.
Debitantsko sezono v najelitnejšem razredu je Rossi začel z odstopoma na prvih dveh dirkah v Južnoafriški republiki in Maleziji. Prve točke je dosegel na tretji dirki na Japonskem, nato pa je bil dvakrat tretji v Španiji in Franciji. Še nekaj točk je zbral tudi v Italiji, v Kataloniji pa osvojil še ene stopničke s tretjim mestom. Na Nizozemskem je končal na šestem mestu.
Šele na deveti dirki je Rossi za Hondo dosegel prvo zmago, svojo prvo v razredu do 500 ccm, do katere je prišel po hudem boju s Suzukijevim dirkačem Kennyjem Robertsom mlajšim in Apriliinim Jeremyjem McWilliamsom. Na dirki so velik vpliv imele spreminjajoče se vremenske razmere. Kljub temu, da je bil v kvalifikacijah šele sedmi, je Italijan izbral prave pnevmatike in dosegel prvo zmago. Po zmagi v Doningtom Parku je Rossi na naslednji treh dirkah vselej stal na stopničkah: v Nemčiji in na Češkem je bil drugi, na Portugalskem pa tretji. V Valenciji je nato odstopil.
Na dirki v Riu de Janeiru je Rossi ponovno zmagal, vendar si je na tej dirki Kenny Roberts mlajši s šestim mestom zagotovil neulovljivo prednost in naslov svetovnega prvaka v sezoni 2000. Po drugi zmagi v sezoni je nato Rossi osvojil še drugo mesto na Veliki nagradi Pacifika in tretje mesto v Avstraliji. V svoji debitantski sezoni je postal svetovni podprvak z osvojenimi 209-imi točkami.

#### 2001
V svoji drugi sezoni v razredu do 500 ccm je Rossi dominiral, dosegel je 11 zmag in le trikrat ni zaključil na stopničkah. Sezono je začel z zmago na Japonskem po boju z Maxom Biaggijem in zaporednima najboljšima štartnima položajema ter zmagama v Južnoafriški republiki in Španiji. Francosko dirko je zaključil na tretjem mestu, nato pa odstopil na domačem prizorišču v Italiji, potem ko je osvojil najboljši štartni položaj in nato še vodil na deževni dirki.
Rossi se je vrnil z novim najboljšim štartnim položajem in zmago na naslednji dirki v Kataloniji kljub slabemu štartu, zaradi katerega je po koncu prvega kroga padel na 15. mesto. Na Nizozemskem je bil drugi, potem ko je tesno izgubil boj z Biaggijem. Ponovno je zmagal na naslednji dirki v Veliki Britaniji.
V Nemčiji je razočaral s sedmim mestom, nato pa je dosegel dve zaporedni zmagi na Češkem in Portugalskem, s čimer je dobil še 29 točk prednosti pred Biaggijem. V Valenciji je bil po koncu dirke ponovno razočaran, saj je končal kot enajsti, vendar je nato dosegel nov niz zmag od Pacifika do Ria de Janeira.
V sezoni 2001 so dirkači zadnjič dirkali v 500 cm³ prvenstvu, saj so naslednje leto prešli na močnejše motocikle in prvenstvo MotoGP. Zadnji prvak v 500 cm³ prvenstvu je postal Rossi, ki je v sezoni osvojil 11 dirk in zbral 325 točk, to je 106 točk več od velikega rivala v tej sezoni Biaggija. Rossi je tako postal prvi dirkač, ki je osvojil po vrsti naslove prvaka v vseh treh prvenstvih. Med sezono se je pridružil ameriškemu motociklističnemu dirkaču Colinu Edwardsu na vzdržljivostni dirki 8 ur Suzuke. Z motociklom Honda VTR1000SPW je postal prvi Italijan, ki je zmagal na tej dirki. Z Edwardsom sta osvojila dirko, čeprav Rossi s tovrstnimi tekmami ni imel nobenih izkušenj. Za sezono 2002 so še dovolili dirkanje z dvotaktnimi 500 cm³ motorji, vendar so bili ti v primerjavi z novimi štiritaktnimi 900 cm³ zastareli.

### Prvenstvo MotoGP

#### Honda (2002-2003)

##### 2002
Debitantsko leto razreda MotoGP je bilo leto 2002, ko so imeli vozniki tehnične težave ob navajanju na nove motocikle.
Rossi je sezono začel odločno in zmagal na prvi dirki v mokrih razmerah na Japonskem, pri čemer je premagal več domačih dirkačev, ki so dirkali s posebnim povabilom. Na prvih petih dirkah je osvojil najboljši štartni položaj.
Rossi je v Južnoafriški republiki zasedel drugo mesto, svojo prvo in edino zmago v razredu MotoGP pa je dosegel njegov moštveni kolega Tohru Ukawa. Zatem je zmagal na zaporednih dirkah od Španije do Nemčije in ob tem nanizal še dva najboljša štartna položaja na Nizozemskem in v Veliki Britaniji. Edini odstop v sezoni je zabeležil na Češkem, nato pa dvakrat zapored zmagal na Portugalskem in v Riu in bil še dvakrat drugi na dirkah za Veliko nagrado Pacifika in Malezije. Ob koncu je dosegel še zmago v Avstraliji in drugo mesto na finalni dirki v Valenciji.
Rossi je zmagal na osmih od prvih devetih dirk sezone in skupno v njej dosegel 11 zmag. Svoj drugi naslov je potrdil na dirki v Riu de Janeiru, kar je predstavljalo njegov prvi naslov v razredu MotoGP in skupno četrti naslov dirkaškega svetovnega prvaka.

##### 2003
Po prepričljivem letu 2002 je Rossi še naprej prevladoval tudi v sezoni 2003, čeprav mu je nekaj več konkurence predstavljal obetajoči Španec Sete Gibernau. Rossi je osvojil najboljši štartni položaj in zmago na prvi dirki sezone na Japonskem, ki pa jo je zaznamovala smrt japonskega dirkača Daijira Kata, ki je padel v odseku 130R in pri visoki hitrosti trčil v pregrado v predelu Casio. Drugo dirko v Južni Afriki je Rossi končal na drugem mestu, nato pa ponovno zmagal v Španiji, čeprav je v prvem krogu zdrsnil na deveto mesto.
Na naslednjih treh dirkah je Rossi vselej osvojil najboljši štartni položaj. V Franciji je bil drugi, potem ko ga je po borbi v zadnjem krogu prehitel Gibernau. V Italiji je zmagal, v Kataloniji pa je bil ponovno drugi. Nato je bil dvakrat zapored tretji na Nizozemskem in v Veliki Britaniji – slednje je bilo rezultat desetsekundne kazni zaradi prehitevanja v času rumenih zastav, zaradi česar je zmago osvojil Max Biaggi. V Nemčiji je bil ponovno drugi po boju z Gibernaujem, ki ga je prehitel za samo 0,060 sekunde.
Po dirki v Nemčiji je Rossi zmagal še na treh dirkah in dosegel dva najboljša štartna položaja. Tega je v zmago pretvoril na Češkem, kjer se je ponovno boril z glavnim tekmecem za naslov Gibernaujem, vendar ga je tokrat Rossi prehitel v zadnjem krogu in zmagal za 0,042 sekunde. Zmagal je tudi na Portugalskem ter v Riu, kjer je predhodno osvojil najboljši štartni položaj. Na Veliki nagradi Pacifika je končal na drugem mestu, potem ko je sredi dirke naredil napako in zapeljal na makadam, s tem pa padel na deveto mesto, zaradi česar v zadnjih krogih ni mogel več ujeti zmagovalca dirke Biaggija.
Rossi je sezono končal v velikem slogu s tremi zaporednimi najboljšimi štartnimi položaji in zmagami na dirkah v Maleziji, Avstraliji in Valenciji. Veliko nagrado Avstralije na Phillip Islandu v tej sezoni mnogi poznavalci zaradi edinstvenih okoliščin štejejo za enega največjih trenutkov Rossijeve kariere. Potem ko je dobil deset sekund kazni zaradi prehitevanja Marca Melandrija v času rumenih zastav zaradi padca Ducatijevega dirkača Troya Baylissa, je Rossi še pospešil in na koncu zmagal z več kot 15-imi sekundami prednosti, tako da zaradi kazni ni ostal brez zmage.
Naslov prvaka v sezoni 2003 je Rossi potrdil na dirki v Maleziji dve dirki pred koncem, kar je predstavljalo njegov tretji naslov v najmočnejšem motociklističnem razredu in peti naslov skupno. Na zadnji dirki v Valenciji je še zadnjič zmagal s Hondo.
Zaradi vse večjega skepticizma, da je razlog za njegov uspeh precej boljši motocikel RC211V in ne njegove dirkaške sposobnosti, sta se Rossi in Honda ob koncu sezone razšla. Govorice sredi sezone so nakazovale možnost prestopa k Ducatiju, kar je sprožilo navdušenje v italijanskih medijih – možnost Rossija na italijanskem motociklu se jim je zdel predober scenarij, da bi se lahko uresničil. Ducati se je v resnici trudil prepričati Rossija, da bi prestopil v njihovo moštvo in sedel na motocikel Desmosedici, vendar je Rossi zaradi več razlogov ponudbo zavrnil. Kritiki so menili, da čaka Ducati v primerjavi z drugimi tovarnami še dolga pot, preden bi postali konkurenčni, četudi bi zanje dirkal Rossi. To se je izkazalo za resnico ob Ducatijevi bledi predstavi v sezoni 2004, ki je bila še slabša od njihovega prvega leta v razredu MotoGP leta 2003. V svoji avtobiografiji What If I'd Never Tried It?, izdani leta 2005, je Rossi zapisal, da je raje izbral Yamaho tudi zato, ker je bila miselnost pri Ducatiju podobna tisti, ki ji je skušal ubežati pri Hondi. Ob koncu je Rossi podpisal dvoletno pogodbo z Yamaho v vrednosti več kot 12 milijonov ameriških dolarjev – šlo je za znesek, ki ga ni bila pripravljena plačati nobena druga tovarna, niti Honda.

#### Yamaha (2004–2010)

##### 2004
Rossi je zamenjal Hondo za Yamaho in z ekipo podpisal dveletno pogodbo. Mnogi so dvomili o njegovi potezi in pričakovali, da bosta favorita za naslov Biaggi, ki se je leto prej pridružil ekipi Honda Pons, in Gibernau.
Ker je bilo tradicionalno prvo prizorišče sezone v Suzuki umaknjeno s koledarja zaradi varnostnih težav po smrtni nesreči Daijira Kata leto pred tem, se je sezona 2004 pričela v Welkomu v Južnoafriški republiki. Rossi je v soboto osvojil prvo štartno mesto in nato zmagal tudi na nedeljski dirki po težkem boju z Maxom Biaggijem, s čimer je postal prvi dirkač v zgodovini, ki je zmagal na dirkah z motocikli iz različnih tovarn, potem ko je na zadnjih dirkah prejšnje sezone še slavil na Hondi. V Španiji je osvojil še en najboljši štartni položaj, vendar je v nedeljo s četrtim mestom zaključil niz 23-ih zaporednih dirk na stopničkah. Ponovno je ostal brez zmagovalnega odra v Franciji, vendar se je nato odzval s tremi zaporednimi zmagami v Italiji, Kataloniji in na Nizozemskem, kjer je štartal kot prvi in nato bil boljši v hudem boju z Gibernaujem.
Na dirki v Riu de Janeiru je Rossi padel, potem ko je izgubil nadzor nad motociklom in zdrsnil na makadam. To se je zgodilo med bojem z Makotom Tamado, Maxom Biaggijem, Nickyjem Haydenom in Alexom Barrosom, posledično pa je odstopil. Po dirki v Riu je ostal brez stopničk tudi na Veliki nagradi Nemčije, kjer je bil četrti, vendar se je nato vrnil na vrh z zmago na britanski dirki, kjer je bil najboljši že v sobotnih kvalifikacijah. Na Češkem je bil drugi, na Portugalskem prvi in na Japonskem drugi.
Na premierni dirki v Katarju so se pojavile polemike, ko je bila Rossijeva ekipa kaznovana s štartom iz ozadja. Na dirki je zmagal Gibernau, Rossi pa je med vožnjo na šestem mestu padel in odstopil drugič v sezoni. Na naslednjem dirkaškem vikendu v Maleziji je zmagal tako v kvalifikacijah kot pozneje na dirki, sledili pa sta še zmagi v Avstraliji in Valenciji, kjer se je za deveto zmago v sezoni boril proti Troyju Baylissu, Nickyju Haydenu, Makotu Tamadi in Maxu Biaggiju.
Rossi je osvojil prvo mesto v skupnem seštevku z zbranimi 304-imi točkami. Gibernau jih je dosegel 257, Biaggi pa 217. Svoj tretji naslov svetovnega prvaka v razredu MotoGP, četrti v najvišjem razredu in šesti skupno je potrdil na predzadnji dirki na Phillip Islandu, kjer je prehitel Gibernauja le za 0,097 sekunde.

##### 2005
V sezoni 2005 sta bila Rossi in tovarniška ekipa Yamahe še dominantnejša kot leto prej. Rossi je sezono začel z osvojitvijo najboljšega štartnega položaja in zmago na prvi dirki v Španiji, do katere pa je prišel na kontroverzen način po trčenju v zadnjem krogu z Gibernaujem iz ekipe Gresini Honda. Na Portugalskem je bil drugi, nato pa je dosegel pet zaporednih zmag od dirke na Kitajskem do tiste na Nizozemskem, vključno z dodatnimi osvojenimi kvalifikacijami v Franciji, Italiji in Assnu.
Na prvi dirki v ZDA po letu 1994 se je Rossi boril in končal na tretjem mestu, dirko pa je dobil domači dirkač Nicky Hayden. Rossi je nato nanizal tri zaporedne zmage, in sicer na deževni dirki v Veliki Britaniji, kjer je zmagal tudi v kvalifikacijah, nato pa še v Nemčiji, kjer je v zadnjem krogu za sabo zadrževal Gibernauja, in na Češkem.
Edini odstop in dirka brez zmagovalnega odra se je odvila na Japonskem, kjer je med neuspelim poskusom prehitevanja trčil v Marca Melandrija. Po dirki v Motegiju je nato ponovno stopil na oder za zmagovalce z drugim mestom v Maleziji in dvema zaporednima zmagama v Katarju in Avstraliji, kjer se je za zmago boril z Nickyjem Haydenom. Sezono je zaključil z drugim mestom na debitantski dirki v Turčiji in tretjim na finalu v Valenciji.
Rossi je sezono končal na prvem mestu z osvojenimi 367-imi točkami, s čimer je imel 147 točk več od drugega Marca Melandrija in osvojil svoj četrti naslov v razredu MotoGP, petega v najmočnejšem razredu in sedmega skupno. Naslov je potrdil v Sepangu štiri dirke pred koncem. Zmagal je na 11-ih dirkah, vključno s tremi na deževnih dirkah v Šanghaju, Le Mansu in Doningtonu.

##### 2006
V sezoni 2006 je bil Rossi znova favorit za osvojitev naslova svetovnega prvaka. Toda na prvi dirki v Španiji ni imel sreče, saj je Toni Elías naredil napako in prepozno zaviral v ovinku, ob tem pa zadel v Rossijev zadnji del motocikla, ki je zaradi tega trčil v makadam. Dirko je nadaljeval, vendar mu je uspelo končati le na 14. mestu. Na naslednji dirki v Katarju je dosegel svojo prvo zmago v sezoni, na tretji dirki v Turčiji pa je končal tik pod zmagovalnim odrom.
Na naslednji preizkušnji na Kitajskem se je Rossiju ponovno primerila katastrofa, saj je bil prisiljen odstopiti, potem ko je s trinajstega napredoval na peto mesto in se boril s Colinom Edwardsom in Johnom Hopkinsom za tretje mesto. Delček gume iz njegove sprednje pnevmatike je zadel ob njegov sprednji blatnik in ga zbil z motorja. Nič bolje ni bilo na naslednji dirki v Franciji, kjer je zadel v zadnji del Hondinega dirkača Danija Pedrose, zaradi česar ga je zaneslo in je zadel še Randyja de Punieta, ki je nato padel s svojega Kawasakija po trku v Setea Gibernaua. Potem ko se je znova povzpel na drugo mesto, je Rossi v petem krogu prehitel Hopkinsa in začel loviti Pedroso. Hopkins je v 10. krogu izgubil nadzor nad sprednjim delom svojega Suzukija in odstopil. Rossi je zanesljivo vodil na prvem mestu z več kot tremi sekundami prednosti, dokler ni njegova Yamaha odpovedala zaradi tehničnih težav v 21. krogu, zaradi česar je moral Rossi odstopiti na drugi zaporedni dirki. Le Mans je zapustil na osmem mestu v skupnem seštevku s 43-imi točkami zaostanka za Nickyjem Haydenom.
Po teh dveh razočaranjih na dirkah se je Rossi vrnil z dvema zmagama: na domačem dirkališču v Italiji in v Kataloniji, kjer je pred tem osvojil tudi najboljši štartni položaj. Na nizozemski preizkušnji je končal šele na osmem mestu, potem ko si je pri padcu v četrtek zlomil roko in gleženj. Dirko je dobil Nicky Hayden, ki je v zadnjem krogu dobil dvoboj z Rossijevim moštvenim kolegom pri Yamahi Colinom Edwardsom. Edwards je poskušal priti mimo Haydena, vendar je prišel v ovinek preširoko na gramoz in je padel v zadnjem ovinku.
Po razočaranju v Assnu je Rossi osvojil drugo mesto na dirki v Veliki Britaniji in še eno zmago v Nemčiji, kjer je bil trde bitke s tremi Hondinimi dirkači Marcom Melandrijem, Nickyjem Haydenom in Danijem Pedroso. Na naslednji dirki za Veliko nagrado Združenih držav Amerike je ponovno odstopil zaradi mehanskih težav v zadnjih krogih, medtem ko je lokalni junak Nicky Hayden zmagal drugič zapored. To je povečalo Haydenovo prednost pred Rossijem iz 34 na 51 točk, Rossi pa je padel na četrto mesto v prvenstvu.
Na dirki na Češkem je Rossi v kvalifikacijah osvojil prvo mesto, na dirki pa drugo. Nato je zmagal na malezijski preizkušnji. Hayden je držal vodstvo v skupnem seštevku skozi večino sezone, toda Rossi se je z dobrimi rezultati počasi prebijal navzgor po lestvici točk. S tretjim mestom v Avstraliji in drugim mestom na Japonskem se je prednost Haydena v točkah zmanjšala z 51 točk po dirki v Laguni Seci na 12 točk po dirki v Motegiju, pri čemer se je Rossi povzpel s četrtega na drugo mesto v skupnem seštevku.
Na predzadnji dirki sezone na Portugalskem je Rossi v soboto osvojil prvo mesto. V nedeljo je Haydena v petem krogu zadel njegov moštveni kolega Dani Pedrosa, zaradi česar sta oba dirkača odstopila. V zadnjem krogu je Toni Elías, ki je bil na tretjem mestu, prehitel Kennyja Robertsa mlajšega in Rossija ter prevzel vodstvo. Rossi se je nazadnje vrnil v ospredje, toda Elías je v zadnjem ovinku prišel mimo njega in zmagal na dirki s pičlimi 0,002 sekunde prednosti pred Rossijem. S tem drugim mestom je Rossi pred zadnjo dirko leta prevzel vodstvo v skupnem seštevku za 8 točk.
Na zadnji dirki sezone v Valenciji je moral Rossi za osvojitev naslova svetovnega prvaka končati na drugem mestu ali višje. V soboto je osvojil drugi zaporedni najboljši štartni položaj, medtem ko se je Hayden kvalificiral šele na peto mesto. Vendar pa je Rossi slabo začel nedeljsko dirko in padel nazaj na sedmo mesto. V petem krogu je naredil napako, izgubil nadzor nad motociklom in padel. Uspelo se mu je pobrati in nadaljevati, vendar zaman: dirko je zaključil le na 13. mestu, sezono je končal z 247-imi točkami in izgubil naslov proti Nickyju Haydenu za samo pet točk. Dirko je dobil Troy Bayliss, ki je zamenjal poškodovanega Seteja Gibernaua. Po dirki je Rossi svoj padec označil za "katastrofo", a je čestital tudi Nickyju za osvojeni naslov svetovnega prvaka.

##### 2007
Potem ko je Rossi leta 2006 izgubil boj za nov naslov svetovnega prvaka, je v sezoni 2007 vseeno poskusil znova, saj je bil še vedno eden izmed favoritov za osvojitev prvenstva. Moč motocikla je bila za to sezono zmanjšana z 990 ccm na 800 ccm in čez zimo je Yamaha delala na novem motociklu, ki je ustrezal tem specifikacijam, tako za Rossija kot za Colina Edwardsa. Na otvoritvi nove sezone v Katarju je Rossi v soboto osvojil svoj prvi najboljši štartni položaj v sezoni, vendar je bil v nedeljo na dirki drugi za Caseyjem Stonerjem, ki je prestopil iz ekipe LCR Honda v tovarniško ekipo Ducati. Rossi je nato zmagal na drugi dirki v Španiji. V Turčiji je Rossi v soboto osvojil še eno prvo mesto v kvalifikacijah, vendar je na koncu končal precej nižje na desetem mestu, potem ko je v hitrem enajstem zavoju zapeljal preširoko, ko se je poskušal odlepiti v uvodnem krogu. Rossi se je prebil nazaj na drugo mesto in v devetem krogu prehitel Lorisa Capirossija, vendar je hitro izgubil položaj, potem ko so Michelinove gume začele popuščati in je trpel zaradi skrivnostnega pomanjkanja hitrosti, kar je omogočilo Toniju Elíasu, Capirossiju, Johnu Hopkinsu, Marcu Melandriju in Alexu Barrosu, da so ga prehiteli v treh krogih. Stoner je vodil celotno dirko, zmagal in s tem pridobil 10 točk prednosti pred Rossijem.
Rossi, ki se je znova znašel v zaostanku v prvenstvu, se je na Kitajskem odzval tako, da je v soboto dosegel še en najboljši štartni položaj in nato dirko končal na drugem mestu po hudem boju s Stonerjem. Avstralec, ki je dobro izkoristil hitrost Ducatija na dolgi ciljni ravnini, je švignil mimo Rossija vsakič, ko ga je prej prehitel na dirkališču. Na dirki v Franciji je Chris Vermeulen na Suzukiju zmagal na dirki, ki jo je zaznamoval dež. Rossi je sprva začel dobro in celo prehitel Stonerja v zgodnjem delu dirke, ko pa se je dež okrepil, pa je Rossi trpel na motociklu YZR-M1. Prehiteli so ga Stoner, Randy de Puniet, Sylvain Guintoli in kasneje tudi Nicky Hayden, Dani Pedrosa in Alex Hofmann. Rossi je na koncu končal na šestem mestu, medtem ko je Stoner prečkal ciljno črto na tretjem in tako povečal svojo prednost v prvenstvu na 21 točk.
V Italiji je prvič v sezoni zmagal, na sedmi dirki sezone v Kataloniji pa je osvojil svojo četrto in zadnjo zmago v kvalifikacijah v sezoni. Po težkem boju s Stonerjem je Rossi dirko končal na drugem mestu z le 0,069 sekunde zaostanka in spet izgubil nekaj točk. V Veliki Britaniji je končal tik pod zmagovalnim odrom na četrtem mestu, vendar se je na nizozemski dirki vrnil na odličen način, ko je zmagal z enajstega mesta po kvalifikacijah. Prehitel je veliko dirkačev, štiri kroge pred koncem tudi Stonerja, pred katerim je vse do cilja ohranil minimalno prednost.
Po veliki zmagi v Assnu se je Rossiju primerila smola, ko je padel v petem krogu dirke v Nemčiji in posledično odstopil. Že nasploh je dirko pričel slabo, saj je v prvem krogu padel s šestega na deveto mesto, vendar je hitro pridobil dve poziciji, preden je s težavo prehitel Randyja de Punieta za šesto mesto. Ko se je Rossi poskušal stisniti s svojim motorjem poleg de Punietovega Kawasakija, je pri nizki hitrosti izgubil nadzor nad sprednjim delom svojega motocikla M1 v dolgem desnem ovinku in zdrsnil na gramoz. Več točk je nato zbral na naslednjih dirkah, ko je končal na četrtem in sedmem mestu v Združenih državah Amerike in na Češkem, toda do takrat je Stoner pridelal že 60 točk prednosti po 12-ih dirkah sezone.
Rossi je ponovno odstopil na novem prizorišču v San Marinu, medtem ko je Stoner dosegel svojo osmo zmago v sezoni in s tem povečal prednost v prvenstvu s 60-ih na 85 točk. Na naslednji preizkušnji na Portugalskem je Rossi dosegel svojo zadnjo zmago sezone po tesnem boju s Hondinim dirkačem Danijem Pedroso. Rossi se je v uvodnem krogu prebil s petega na tretje mesto in prehitel Stonerja v devetem krogu, potem ko je Pedrosa storil enako dva kroga prej. Nato je prehitel Pedroso v desetem krogu in začel se je trd boj, kjer je Pedrosa ponovno prehitel Rossija v 16. krogu, ki pa je nato vrnil udarec štiri kroge pred koncem, ko je Pedrosa zapeljal preširoko v ovinek. Rossi je naredil podobno napako in Pedrosa je le pol kroga kasneje znova prevzel vodstvo. Rossi je nato bolje zaviral v enem izmed ovinkov in Pedroso prehitel po notranji strani. Ciljno črto je prečkal 0,175 sekunde pred tekmecem in zmagal četrtič v sezoni.
Na dirki na Japonskem je imel Rossi težave z zaviranjem na svojem drugem motociklu, potem ko so morali vsi dirkači zamenjati motorje zaradi sušeče se steze, in končal na 13. mestu. To je bilo dovolj, da je Casey Stoner leta 2007 postal svetovni prvak, potem ko je dirko končal na šestem mestu, kar mu je zagotovilo neulovljivo prednost v prvenstvu. Rossi je v Avstraliji osvojil še zadnje stopničke v seozni in končal na tretjem mestu. Dirko v Maleziji je končal kot peti. Zadnjo dirko sezone v Valenciji je Rossi zaradi zloma treh kosti v desni roki po padcu med kvalifikacijami začel daleč zadaj na 17. mestu. V sedmem krogu je napredoval na 16. mesto in prehitel Shinyo Nakana za 15. mesto, kar bi mu prineslo vsaj točko, vendar je bil prisiljen odstopiti v 18. krogu, potem ko je njegov motocikel YZR-M1 utrpel tehnične težave, kar je bil njegov tretji odstop v sezoni. Dirko je dobil Dani Pedrosa, Casey Stoner pa je zaostal približno pet sekund na drugem mestu.
Stoner je dominiral v sezoni 2007, zmagal je na desetih dirkah in osvojil svoj prvi naslov svetovnega prvaka s 125-imi točkami prednosti pred drugouvrščenim Danijem Pedroso. Rossi je končal na tretjem mestu z 241-imi točkami, kar je šest manj kot leta 2006. To je bila Rossijeva najslabša uvrstitev v prvenstvu od njegove prve sezone leta 1996 v 125-kubični kategoriji. Z zmago na zadnji dirki v Valenciji je Pedrosa Rossija, ki je na sklepu sezone odstopil, prehitel za eno točko.

##### 2008
Po dveh frustrirajočih sezonah, ko sta Rossi in Yamaha dve sezoni zapored izgubila naslov proti Hondi Nickyja Haydena in Ducatiju Caseyja Stonerja, so kritiki začeli dvomiti, ali so sposobni osvojiti še en naslov. Nekateri so menili, da bi se moral Rossi upokojiti, medtem ko so drugi domnevali, da bo Casey Stoner osvojil svoj drugi naslov ali da bo Dani Pedrosa pravi kandidat za naslov prvaka po odličnih predstavah v letih 2006 in 2007. V sezoni 2008 je Rossi zamenjal pnevmatike Michelin za pnevmatike Bridgestone, za kar je trdil, da je bilo potrebno za "povečanje njegove motivacije". Njegov novi moštveni kolega Jorge Lorenzo se ni odločil za menjavo.
Rossi je začel sezono s petim mestom v Katarju, medtem ko je Stoner zmagal na tej uvodni dirki, zaradi česar so nekateri že domnevali, da se bo ponovila sezona 2007. Vendar je Rossi na naslednji dirki v Španiji osvojil drugo mesto, Stoner pa je zaključil šele kot enajsti. Na Portugalskem je bil Rossi ponovno na stopničkah na tretjem mestu, njegov moštveni kolega Jorge Lorenzo pa je zmagal pred Danijem Pedroso.
Po dobrih predstavah v Španiji in na Portugalskem je Rossi dosegel tri zaporedne zmage: dve zmagi na dirkah na Kitajskem in v Franciji ter eno zmago na dirki v Italiji po predhodno osvojenem najboljšem štartnem položaju v sobotnih kvalifikacijah. Sledili sta še dve drugi mesti, eno v Kataloniji in eno v Veliki Britaniji.
Dirka za Veliko nagrado Nizozemske za Rossija ni bila uspešna. V Assen je prišel z 11-imi točkami prednosti pred drugouvrščenim Pedroso, vendar je slabo štartal s tretjega mesta in nato kmalu izgubil nadzor nad zadnjim delom svojega motocikla M1 – ob padcu je zadel tudi LCR Hondo Randyja de Punieta, ki ga je pri tem prav tako odneslo. Rossi je ponovno sedel na motocikel in dirkal naprej, vendar se je zmogel povzpeti le do enajstega mesta, s čimer je vodstvo v prvenstvu za štiri točke prevzel Pedrosa.
Po razočaranju v Assnu je Rossi ponovno prevzel vodstvo v skupnem seštevku po dirki v Nemčiji, ki jo je zaznamoval dež in je Pedrosa zletel z mokre steze. Rossi je bil drugi, dirko pa je dobil Stoner. Rossi je nato dosegel nov niz zmag od Združenih držav Amerike, kjer je zmagal po težkem boju s Stonerjem, ki je nekaj krogov po prehitevanju padel, a nadaljeval in dosegel drugo mesto, do Japonske, kjer je zmagal po zmagi v kvalifikacijah. Najboljši je bil tudi na dirki v Indianapolisu, ki je bila skrajšana zaradi dežja. Z zmagama v Laguni Seci in Indianapolisu je dokončal zbirko kariernih zmag v vseh aktualnih dirkališčih. Zmaga v Motegiju je bila njegova prva v razredu MotoGP, postal pa je tudi prvi dirkač Yamahe, ki je zmagal na dirkališču v lasti Honde.
Na 15. dirki prvenstva v Motegiju je moral Rossi za potrditev naslova svetovnega prvaka doseči najmanj tretje mesto. Štartal je slabo, s četrtega je padel na peto mesto, a je hitro napredoval, tako da je že v drugem krogu prehitel Jorgeja Lorenza in Nickyja Haydna, preden je začel loviti svoje tekmece za naslov. Ko je Stoner v šestem krogu prehitel Pedroso, je Rossi storil enako in sledil Stonerju, dokler ga ni prehitel v 14. krogu pod zaviranjem. Rossi je z zmago osvojil svoj peti naslov svetovnega prvaka v razredu MotoGP, šesti naslov prvaka v najvišjem razredu in skupno osmi dirkaški naslov tri dirke pred koncem. Na stopničkah je nosil majico z napisom "Scusate il ritardo" ("Oprostite za zamudo") v italijanščini, kar se je nanašalo na njegovo pomanjkanje naslovov v zadnjih dveh letih.
Potem, ko je po Motegiju pobegnil na nedosegljivo prednost 92-ih točk, je osvojil še tri stopničke: drugo mesto za domačim junakom Stonerjem v Avstraliji, zmago v Maleziji in tretje mesto v dirki v Valenciji.
Rossi je prvenstvo končal na prvem mestu s 373-imi točkami, 93 točk pred drugouvrščenim Caseyjem Stonerjem.

##### 2009
Po nepričakovanem uspehu in Rossijevem naslovu svetovnega prvaka leta 2008 so mnogi pričakovali, da bo tudi leta 2009 močan kandidat za naslov. Rossi je osvojil dve zaporedni drugi mesti: na dirki v Katarju in na Japonskem, kjer je v kvalifikacijah zmagal, na dirki pa je bil najboljši njegov moštveni kolega Jorge Lorenzo.
Prvo zmago v sezoni je dosegel na tretji dirki v Španiji. Štartal s četrtega mesta, a je v drugem krogu prehitel moštvenega kolega Lorenza, nato pa je v sedmem krogu napredoval na drugo mesto. Vodilni Pedrosa je takrat pred njim vodil z 1,4 sekunde prednosti, a ga je Rossi dohitel 11 krogov pred koncem. V ovinku Nieto ga je uspešno prehitel in zmagal z 2,7 sekunde prednosti, s čimer je prevzel vodstvo v skupnem seštevku z 11-imi točkami prednosti pred Stonerjem.
Velika nagrada Francije se je za Rossija izkazala za katastrofo. Jorge Lorenzo je zmagal v kaotični dirki, ki jo je zaznamoval dež, medtem ko je Rossi po prezgodnji menjavi motocikla za gladke pnevmatike padel in prejel še kazen, zaradi česar je končal na šestnajstem mestu in tako ni osvojil točk. S tem je vodstvo v prvenstvu prevzel moštveni kolega Lorenzo, ki je vodil točko pred Rossijem in Stonerjem.
Stvari so se začele izboljševati, ko je Rossi v Italiji osvojil tretje mesto, a je na tem prizorišču prekinil niz sedmih zaporednih zmag. Po Mugellu je Rossi dosegel še dve zmagi: v Kataloniji, kjer se je skozi celotno dirko boril z Lorenzom in ga prehitel v zadnjem ovinku zadnjega kroga ter zmagal za le 0,095 sekunde, ter zmago s prvega štartnega mesta na nizozemski dirki. Ta zmaga je pomenila njegovo 100. zmago v karieri, s čimer je postal šele drugi voznik v zgodovini motociklističnih dirk po Giacomu Agostiniju, ki je dosegel 100 zmag.
Na dirki v ZDA je Rossi končal tesno drugi za presenetljivim zmagovalcem dirke Danijem Pedroso. Nato je osvojil še tri najboljše štartne položaje in ob tem zmago v Nemčiji, kjer se je pet krogov pred koncem znova boril z vsemi močmi s svojim moštvenim kolegom Jorgejem Lorenzom. V predzadnjem krogu je ponovno prevzel vodstvo in Španca zadržal za 0,099 sekunde ter si zagotovil zmago. Ta zmaga je Rossiju prinesla 14 točk prednosti pred Lorenzom v prvenstvu in 28 točk prednosti pred Stonerjem. Na naslednji dirki v Veliki Britaniji je Rossi štartal s prvega štartnega položaja, a je v prvem krogu padel na tretje mesto. Petčlanska vodilna skupina v sestavi Jorge Lorenzo, Andrea Dovizioso, Rossi, Dani Pedrosa in Toni Elías se je borila za vodstvo, ko je Elías v osmem krogu padel, potem ko je na mokri beli črti na stezi zadel mokro stezo. Podobna napaka je prav tako privedla do Lorenzovega padca in odstopa. Dovizioso in Rossi sta se borila, a ko se je dež okrepil, se je povečevala tudi njuna prednost. Oba sta bila v vodstvu, ločilo pa ju je 13 sekund od tretjeuvrščenega Randyja de Punieta. Vendar je nato Rossi v 20. krogu izgubil nadzor nad motociklom in zaradi padca zdrsnil na enajsto mesto. Dovizioso je imel skoraj deset sekund prednosti pred de Punietom. Rossi se je v zadnjem krogu povzpel na peto mesto in v zadnjem ovinku prehitel še domačina Jamesa Toselanda, a je kljub temu prvič zmagal Hondin Dovizioso. Na Češkem je Rossi prepričljivo zmagal z 11-imi sekundami prednosti pred drugim Pedroso.
Rossi je edini odstop v sezoni 2009 zabeležil v Indianapolisu, ko je padel potem, ko ga je v desetem krogu prehitel poznejši zmagovalec Lorenzo. Ta je prepolovil Rossijevo prednost v seštevku na le 25 točk pet dirk pred koncem. Na naslednji dirki v San Marinu je Rossi šestič v sezoni dobil kvalifikacije in nato še dirko na domačem prizorišču pred Lorenzom, s čimer je prednost spet narasla na 30 točk. Po portugalski dirki, kjer je zmagal Lorenzo, Rossi pa je bil le četrti, se je prednost spet stopila na 18 točk. V Avstraliji je Rossi končal tik za domačim zmagovalcem Caseyjem Stonerjem. Lorenzo je odstopil po trku v prvem krogu s hondinim Nickyjem Haydenom. Dve dirki pred koncem je tako razlika med Lorenzom in Rossijem znašala 38 točk.
Na predzadnji dirki v Maleziji je Rossi v soboto osvojil še en najboljši štartni položaj in nato na mokri stezi v Sepangu na dirki stopničke s tretjim mestom za Stonerjem in Pedroso. S tem je osvojil svoj šesti naslov v razredu MotoGP, sedmega v najmočnejšem razredu in devetega skupno. Jorge Lorenzo je štartal z zadnjega mesta in se povzpel do četrtega, tik za Rossija. S tem je Rossi že imel neulovljivih 45 točk pred Lorenzom. Na zadnji dirki v Valenciji je bil Rossi drugi za Pedroso.
Rossi je v prvenstvu končal na prvem mestu s 306-imi točkami, 72 točk pred drugouvrščenim Jorgejem Lorenzom. Šest zmag je bilo najnižje število zmag, kar jih je Rossi dosegel v sezoni, v kateri je osvojil prvenstvo. Prejšnji minimumi so bili devet zmag leta 1999 v razredu 250 ccm ter 2003, 2004 in 2008 v MotoGP. Tudi v Mugellu prvič po letu 2001 ni zmagal.
8. junija 2009 je Rossi z Yamaho vozil po znameniti gorski stezi Snaefell v ekshibicijskem krogu na dirki Isle of Man TT skupaj z Agostinijem, v tako imenovanem "krogu bogov". Zaradi slabega vremena je bila ta dirka prestavljena za 48 ur. Izvedel je tudi slovesnost podelitve vencev na podelitvi najboljšim v razredu Superbike, na katere so se uvrstili John McGuinness, Steve Plater in Guy Martin.

##### 2010
Z dvema zaporednima naslovoma je bil Rossi pred sezono 2010 znova favorit za osvojitev prvenstva, kar se je zdelo še bolj verjetno, potem ko je pozimi zmagal na vseh predsezonskih testiranjih, razen na enem.
Rossi je sezono začel dobro. Na prvi dirki v Katarju je zmagal po padcu vodilnega Caseyja Stonerja. V Španiji je bil tretji, čeprav si je dva tedna pred tem poškodoval ramo v nesreči z motokroserjem. Zmagal je njegov moštveni kolega Jorge Lorenzo pred Hondinim Danijem Pedroso. Po zmagi v kvalifikacijah je bil Rossi v Franciji drugi, Lorenzo pa je prvič v MotoGP karieri zmagal drugič zapored. Rossijeve poškodbe sprva niso jemali resno in so pričakovali, da se bo pozdravila v nekaj tednih, vendar se natrgane vezi v rami niso celile po pričakovanjih.
Na četrti dirki v Italiji je med drugim prostim treningom padel pri hitrosti približno 190 km/h in utrpel zlom desne golenice z izpahom. S tem se je končalo upanje na osvojitev naslova v tej sezoni. Operacijo je prestal v bližini doma v bolnišnici Cattolica, po čemer so napovedali okrevanje vsaj 2-3 mesece. Prvič v karieri je tako izpustil domačo dirko, obenem pa je manjkal tudi v Veliki Britaniji, na Nizozemskem in Katalonije. Tekmeci Lorenzo, Pedrosa in Stoner so se z uspehi oddaljili v skupnem seštevku.
Pred britansko dirko je Suzi Perry v kolumni v Daily Telegraphu napovedala Rossijevo vrnitev na dirki v Brnu, kar je teden dni pozneje potrdil tudi sam. 7. julija je v Misanu preizkusil motocikel Yamaha YZF-R1, sicer namenjen za prvenstvo Superbike. Prevozil je 26 krogov in zaostal približno 2 sekundi za rezultati prvenstva na tem dirkališču. Ob koncu je začutil nelagodje in bolečine v nogi in rami. 12. julija se je udeležil treninga v Brnu in takrat izjavil, da je srečnejši in prihaja v formo.
Po zdravniškem pregledu se je Rossi po štirih tekmah premora vrnil na dirko v Nemčijo, kjer je bil v kvalifikacijah peti, na dirki pa je v zadnjem ovinku izgubil stopničke proti Caseyju Stonerju. Vrnil se je dve dirki prej, kot je bilo napovedano in le 41 dni po nesreči. Na deveti dirki v ZDA je prvič po zlomu noge pred sedmimi tedni osvojil stopničke, pri čemer je tik pred koncem prehitel Hondinega Andreo Doviziosa. Zmagal je Lorenzo pred Pedroso. Na Češkem je bil Rossi peti, v Indianapolisu pa četrti.
Na praktično domači dirki v San Marinu je bil Rossi tretji za zmagovalcem Pedroso in drugim Lorenzom. Dirko je zaznamovala smrt japonskega dirkača razreda Moto 2 Shoye Tomizawe, ki sta ga z visoko hitrostjo po padcu zadela Alex de Angelis in Scott Redding. Zaradi poškodb je umrl v bolnišnici. Na novem prizorišču v Aragoniji je bil Rossi šele šesti. Na naslednji dirki na Japonskem je bil ponovno tretji. Dirka je bila zaradi motenj v letalskem prometu po drugem izbruhu vulkana Eyjafjallajökull na Islandiji prestavljena z aprila na oktober. Rossi se je za mesto na stopničkah boril z Lorenzom, dirko pa je dobil Stoner. Kljub temu si je do takrat Lorenzo v skupnem seštevku že nabral 69 točk prednosti pred drugim Pedroso.
V Maleziji je Rossi dosegel osupljivo zmago, saj je štartal šele s šestega mesta in vmes padel na enajsto, nato pa je napredoval in se večkrat boril s Hondinim Dovizioso, ki je na koncu zaostal 0,224 sekunde. S tem je zmagal prvič po junijski nesreči in drugič v sezoni. Vendar je obenem Lorenzo potrdil naslov svetovnega prvaka s tretjim mestom, saj mu je za to zadostovalo že deveto.
Po zmagi v Maleziji je Rossi osvojil še tretje mesto v Avstraliji, drugo na Portugalskem in tretje na zadnji dirki v Valenciji.
V skupnem seštevku je končal na tretjem mestu z 233-imi točkami. Zbral je 150 točk manj od prvaka Jorgeja Lorenza in 12 točk manj od drugega Danija Pedrose. V sezoni je skupno dosegel deset uvrstitev na stopničke, vključno s petimi zaporednimi na zadnjih dirkah.